# 化勁
化勁（かけい）とは、中国武術において相手の攻撃力を吸化、あるいはベクトルをコントロールする身法のことをいう。
太極拳などでは、敵の勁を、こちらの掤勁により吸化すること、あるいは掤勁を保ったまま接触面に纏絲を纏うことでその勁の方向性を逸らし、攻撃の軌道を変化させてやることで敵の技を無効にし反撃に繋げるテクニック全般を指し、現在では化勁というとこちらの方の意味が一般的であるが、形意拳では独自の解釈があり（三段功夫）、形意拳修行者が第一段階で学ぶ明勁（剛的な発勁）、第二段階で学ぶ暗勁（柔的な発勁。ちなみに八極拳では寸勁・分勁など、接近距離での比較的発勁の動作が表に現れ難い打突のことを暗勁と称している。）の先の段階にある剛柔が相済された、より進化した勁の運用のことを称しており、かつてはこちらの意味で用いる方が一般的であった。形意拳にはこの化勁よりも先の段階にあるものとして「無勁」という概念もある。